# Weinmannia subsessiliflora
Weinmannia subsessiliflora är en tvåhjärtbladig växtart. Weinmannia subsessiliflora ingår i släktet Weinmannia och familjen Cunoniaceae.

## Underarter
Arten delas in i följande underarter:
- W. s. caquetana
- W. s. subsessiliflora